# Донауровы

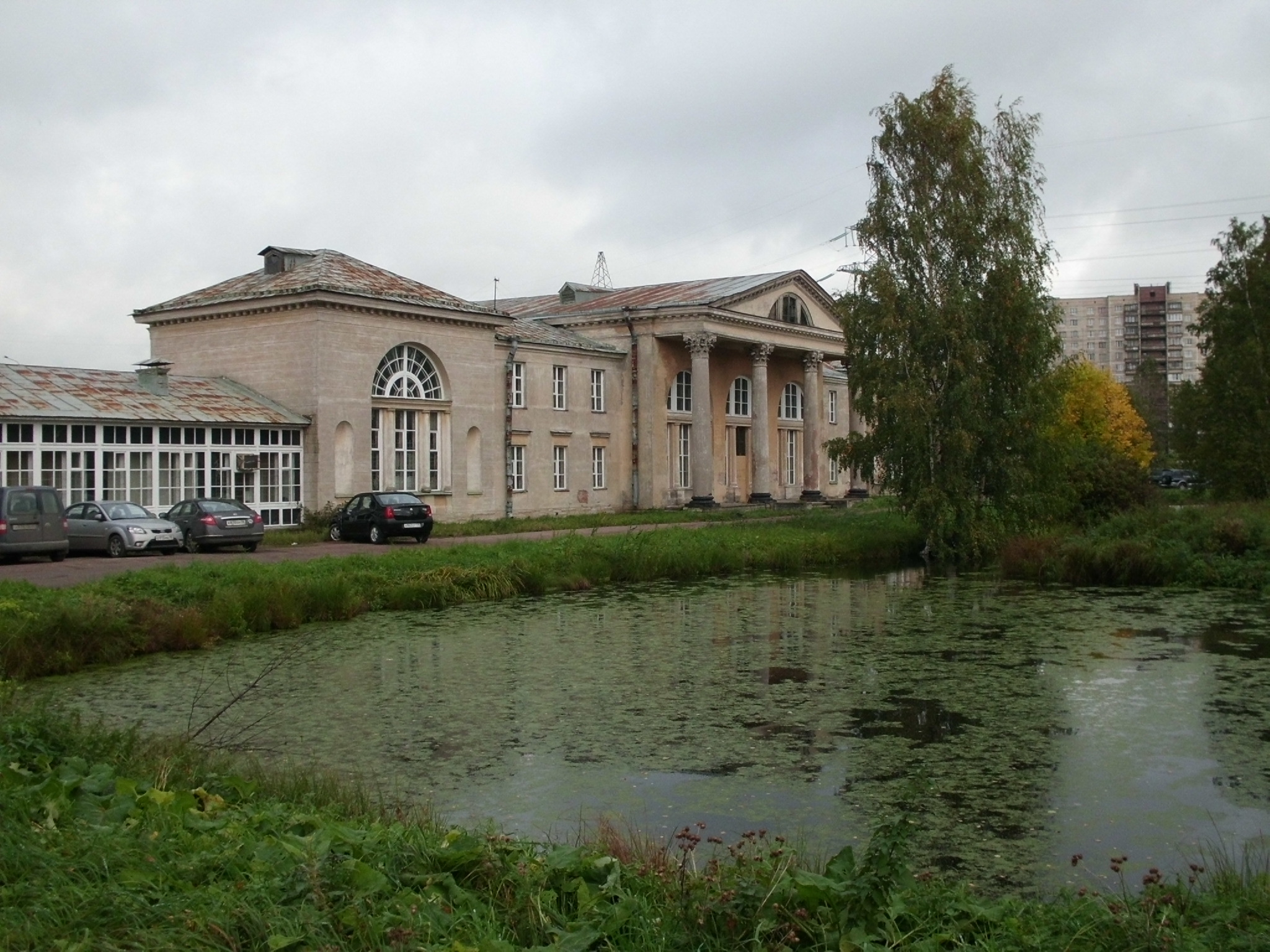
Усадьба Жерновка

Донауровы — русский дворянский род грузинского происхождения (от богатого княжеского кахетинского рода Донаури). 
Род внесён в Дворянские родословные книги Казанской и Санкт-Петербургской губерний. Ср. Гербовник (IV, 142). 

## Происхождение и история рода
Согласно грамоте царя Теймураза (1700—1762), один из членов рода — Иван Герасимович — дворянин из «грузинских армян». Михаил Иванович Донауров (1757—1817), служивший секретарём у императора Павла Петровича, выстроил на Охте усадьбу Жерновка. Из его сыновей: Петр Михайлович (1801—1863) был товарищем государственного контролера, а Иван Михайлович (1806—1849) — ярославским вице-губернатором, сочинял романсы. Ещё более известным автором романсов был его сын — Сергей Иванович (1838—1897), служивший в Министерстве иностранных дел и Главном управлении по делам печати.

## Описание герба
В щите, имеющем золотое поле, перпендикулярно изображена голубая Полоса и на оной по краям две шестиугольные серебряные Звезды, а посредине число 96.
Щит увенчан обыкновенным дворянским шлемом с дворянскою на нём Короною и тремя страусовыми перьями, на коих означена шестиугольная серебряная Звезда. Намёт на щите голубой, подложенный серебром. Внизу щита девиз: <<ТЕБЕ ЕДИНОМУ>>. 
Герб действительного тайного советника Донаурова внесён в Часть 4 Общего гербовника дворянских родов Всероссийской империи, стр. 142.